# Kristina Svechinskaya
 (juillet 2018).
Si vous disposez d'ouvrages ou d'articles de référence ou si vous connaissez des sites web de qualité traitant du thème abordé ici, merci de compléter l'article en donnant les références utiles à sa vérifiabilité et en les liant à la section « Notes et références ».
 (décembre 2011).
Kristina Vladimirovna Svechinskaya (russe : Кристина Владимировна Свечинская, née le 16 février 1989) est une délinquante financière russe. Alors qu'elle était étudiante à l'université de New York, elle est accusée d'avoir participé à un cercle de fraude bancaire concernant de grosses sommes contre plusieurs banques américaines et anglaises et l'usage de faux papiers. D'après les chefs d'accusations, elle a utilisé le rootkit Zeus pour attaquer et infecter des milliers de comptes bancaires et elle a ouvert au moins cinq comptes bancaires chez Bank of America et Wachovia, qui ont reçu environ 35 000$ d'argent volé. Le montant volé, par le biais du skimming, avec neuf autres complices est estimé à environ 3 millions de dollars US. Svechinskaya a été surnommée comme la hackeuse la plus sexy de la planète avec sa façon de s'habiller et elle a également été comparée à Anna Chapman.

## Vie
Kristina Svechinskaya parle couramment anglais et a étudié à la Stavropol State University. D'après sa mère, après la mort de son père, leur famille vivait juste avec un salaire d'environ 12 000 roubles (400 $). Durant sa troisième année, Svechinskaya choisit le programme de travail et de voyage et arrive au Massachusetts où elle se mit à travailler dans un restaurant rapide. Son salaire était peu élevé, et elle déménage à New York où elle s'est mise à travailler en tant que mule d'argent. Elle se faisait offrir entre 8 et 10 % sur l'argent volé.
Une décision de justice la rendit éligible pour une libération avec une caution de 25 000 $. La décision de justice était attendue pour juin 2011. Si elle est effectivement jugée coupable, elle risque 40 ans de prison. Cela inclut le cercle criminel (30 ans et l'amende de 1 million de $ USD) et les faux papiers (10 ans et 250 000 $ d'amende).